# Epirrhoe pseudoluctuata
Epirrhoe pseudoluctuata är en fjärilsart som beskrevs av Vorbrodt 1917. Epirrhoe pseudoluctuata ingår i släktet Epirrhoe och familjen mätare. Inga underarter finns listade i Catalogue of Life.